# 泰多爾·隆

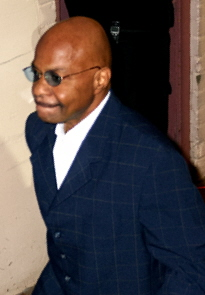
泰多爾·隆

泰多爾·隆（英語：Theodore Long，1947年9月15日—），原名泰多爾·羅伯特·洛福斯·隆（英語：Theodore Robert Rufus Long），是美國職業摔角的權威人物，曾擔任總經理、裁判。知名於留任長期的世界摔角娛樂（WWE）。並在世界摔角娛樂節目WWE SmackDown及WWE NXT中亮相。泰多爾·隆於開始了他的職業生涯是在國家摔角聯盟擔任經理。1998年，泰多爾·隆首次於世界摔角娛樂（當時名稱為世界摔角聯盟）擔任裁判，但後來在2003年重返管理階層，他曾擔任兩個任期加總共六年的WWE SmackDown總經理、一個任期的WWE ECW總經理、以及WWE SmackDown高級顧問（時任總經理為Booker T）。

## 摔角生涯

### 現實摔角（2014年 - ）
Booker T所創辦的現實摔角將於7月26日舉辦付費收看賽事冠軍之夏。Booker T亦宣布泰多爾·隆將會擔任現實摔角的總經理。

## 影視作品

### 網路系列
| 年份   | 標題                  | 飾演 | 註記                            |
| ------ | --------------------- | ---- | ------------------------------- |
| 2013年 | The JBL and Cole Show | 本人 | 主角（第33集；存檔畫面（第2集） |

## 摔角相關

### 進場樂
- "MacMillitant" - Miestro （世界摔角娛樂；2002年–2014年）

## 獎項及成就

### 國家摔角聯盟
- 國家摔角聯盟名人堂（英语：NWA Hall of Fame）[5]

### 職業摔角畫報
- 年度管理人員（英语：PWI Manager of the Year）（1990年）